# Liang Qiang
Liang Qiang, född 7 april 1973, är en kinesisk bågskytt. Han deltog vid olympiska sommarspelen 1992.